# Герб села Здвижівка
Герб Здвижівки — офіційний символ-герб села Здвижівки (Бородянського району Київської області), затверджений рішенням № 23-39-VII Здвижівської сільської ради від 12 березня 2020 року.

## Опис
Опис надається згідно з рішенню Здвижівської сільської ради «Про затвердження символіки територіальної громади с. Здвижівка Бородянського району Київської області»:
|  | У перетятому щиті у червленому полі золотий кавалерський хрест (хрест Феліціана) у зеленому полі срібна вписана кроква заповнена брилами в черні, срібний хвилястий пасок перетятий лазуровим перерваним вниз вузьким хвилястим паском; Щит вкладений в лазуровий картуш підбитий золотом та обтяжений сільською короною з п'яти колосків під якою золотий напис «1780». |

Автори проекту символіки: Олександр Кандауров, Михайло князь Іашвілі-Шубін.

## Джерело
- Рішення № 23-39-VII Здвижівської сільської ради від 12 березня 2020 року. «Про затвердження символіки територіальної громади с. Здвижівка Бородянка Бородянського району Київської області».